# Лукас Міхал
Лукас Міхал (фр. Lucas Michal, нар. 22 червня 2005, Бур-ла-Рен, Франція) — французький футболіст, вінгер клубу «Монако».

## Ігрова кар'єра

### Клубна
У 2020 році Лукас Міхал приєднався до молодіжної команди клубу «Монако». У травні 2023 року футболіст підписав з клубом професійний контракт до 2026 року.
Сезон 2023/24 футболіст почав яе гравець першої команди. 19 травня 2024 року Лукас Міхал дебютувавна професійному рівні, коли вийшов на заміну в кінці матчу чемпіонату Франції проти «Нанта».

### Збірна
В липні 2024 року у складі збірної Франції (U-19) Лукас Міхал брав участь у юнацькому чемпіонаті Європи. Де його команда дістаоася фіналу.

## Титули
Франція (U-19)
 Віце-чемпіон юнацького чемпіонату Європи: 2024